# Anton Lingk
Anton Lingk (* 18. September 1867 in Lichtenau in Ostpreußen; † im 20. Jahrhundert) war ein deutscher Mühlenbesitzer und Politiker (Zentrum).
Anton Lingk war zunächst Gutsinspektor. 1901 wurde er Mühlenbesitzer in Klutkenmühle bei Münsterberg, Kreis Heilsberg. Er war Vorsitzender des Ermländischen Bauernvereins, Mitglied des Reichsbewertungsbeirats und stellvertretender Verbandsdirektor des Verbandes ermländischer Genossenschaften.
Lingk, der römisch-katholischer Konfession war, war Mitglied des Zentrums. Für dieses war er Mitglied des Kreistags und des Kreisausschusses des Kreises Heilsberg. 1919 bis 1933 war er Mitglied im Provinziallandtag der Provinz Ostpreußen. 1933 war er stellvertretendes Mitglied des Preußischen Staatsrates.